# Ван Россем, Жан-Пьер
Жан-Пьер ван Россем (нидерл. Jean-Pierre Van Rossem, 29 мая 1945, Брюгге, Бельгия — 13 декабря 2018) — бельгийский экономист, политик, бизнесмен и писатель.

## Биография

### Юность
Жан-Пьер ван Россем учился на экономическом факультете Гентского университета. Получил первый приз на престижном фламандском конкурсе «Internationale Jaarbeurs van Vlaanderen» с дипломной работой «Скорость обращения денег». Благодаря этой дипломной работе ван Россем смог поступить в Пенсильванский университет, в котором Лоуренс Клейн, лауреат Нобелевской премии по экономике, преподавал эконометрику. В этот период он открыл своё первое репетиторское бюро для студентов, назвав его «Metodika». Уже в студенческие годы у ван Россема стал придерживаться левых взгляды, особенно его интересовали идеи Карла Маркса, хотя в дальнейшем ему пришлось признать, что марксистская система не имела успех. Он экспериментировал с наркотиками и сам говорил, что с друзьями принял героин на площади центра Гента.

### Экстравагантный период
В 1980-е годы ван Россем основал фирму «Moneytron», с помощью которой он играл на бирже и получил крупные прибыли. Он утверждал, что он создал систему, благодаря которой он мог предсказывать биржевой курс и много богатых людей доверили большие суммы денег ван Россему. Потом оказалось, что он перевёл эти деньги на собственный счёт.
Несмотря на его марксистские убеждения, ван Россем сам создал капитал, который составил 891 миллион долларов. Он чувствовал себя очень хорошо когда он был в центре внимания и получал больше и больше денег. Никто из инвесторов не знал, что ван Россем делал с деньгами, потом оказалось, что эти деньги исчезли на швейцарских счетах и пошли на преступные дела.
В 1989 году он был владельцем команды в Формуле-1, Onyx Grand Prix, которая заняла 10-е место из 21 команд. Он женился на Николь Аннейс в 1989 году, но она погибла в том же году. Ван Россем думал, что она была убита и сохранил её тело в морозильной камере пока не будет найден способ чтобы делать аутопсию. Два года спустя он попал в тюрьму и в тот период произошло короткое замыкание в моторе морозильной камеры. Поэтому тело было удалено. Аннейс была матерью старшего сына ван Россема.
Он вновь вступил в брак и женился на Рашиде Беттар, от которой у него сын. Пара жила вместе в течение 20 лет, но они развелись в 2008 году. Потом Ван Россем жил 6 лет вместе с русской женщиной Людмилой Зайкиной. Ранее, в 2004 году, он написал и срежиссировал водевиль «Бог мёртвый, это вопиюще» ("God is dood, ’t is godgeklaagd), в котором он сам участвовал. Пьеса получилась неудачной.

### В тюрьме
В 1971 году Жан-Пьер ван Россем был приговорён к одному году условно за подделку документов и потому, что он давал непокрытые чеки. В 1973 году он первый раз был осуждён на 4 года за подлог. В 1991 году он был приговорён к пяти годам, но уже был освобождён после одного года заключения.
После тюремного заключения он вошёл в группу «известных Фламандцев» и жил вместе с Мисс Бельгия, Брижиттой Калленс. Но ван Россем отрицает это и говорит что это сплетни. В тот момент, он зарабатывал деньги благодаря явлению по телевизору. Он также занимался связью с общественностью клуба и написал статьи об автоспорте.

### Спокойный период
В 2005 году Ван Россем снова начал репетиторское бюро в Генте, в котором он работал репетитором. Он специализировался в обучении студентов на экономическом, правовом, философском факультете. С 2007 года Ван Россем больше не отказывается в СМИ.

## Политическая карьера
Ван Россем придерживался одновременно марксистские убеждений и либеральные идей: он сам говорил, что является либертарианцем и анархистом. Самым важным для него и в либертаранстве и в анархизме была индивидуальная свобода. В 1991 году он основал либертарианскую партию «ROSSEM», которая на выборах того же года завоевала 4 места: 3 в палате представителей и 1 в сенате. В тот момент ван Россем не мог занять кресло в парламенте потому, что сидел в тюрьме. Только в 1992 году он наконец принял своё место. Имя его партии бэкроним «Radicale Omvormers en Sociale Strijders voor een Eerlijker Maatschappij», который означает «Реформаторы-радикалы и социальные бойцы за более справедливое общество».
По примеру Жюльена Ляо, который в 1950 году нарушил коронацию Бодуэна (король Бельгии), ван Россем в 1993 году на коронации Альберта II выкрикнул республиканский лозунг ‘Vive la République d’Europe! Vive Lahaut!’.
26 марта 2009 года ван Россем заявил в политической программе «Phara» что его партия будет участвовать в выборах 2011 года. Этим планам не суждено было сбыться, так как выборы прошли досрочно, в 2010 году. В 2012 году он снова хотел искать людей для своей партии.а В выборах 2014 года партия не участвовал и больше не существует.

## Дополнительная информация
- Из-за экстравагантной внешности, рисовальщики комиксов любят рисовать его в своих комиксах. Эрик Мейнен рисовал два комикса, в которых Ван Россем играл главную роль. Он даже появлялся в нескольких альбомах фламандского комикса «Неро».
- В 2005 году он занял 154 место во фламандском списке выборов «De Grootste Belg» (Самый величайший бельгиец).
- Он хотел написать 365 романов чтобы люди могли читать каждый день его книгу.
- Карл — второе имя его сына Ники в честь Карла Маркса.